# UCI Coupe des Nations Femmes Juniors 2019
Navigation
Édition précédente Édition suivante
L'UCI Coupe des Nations Femmes Juniors 2019 est la quatrième édition de l'UCI Coupe des Nations Femmes Juniors. Elle est réservée aux cyclistes de sélections nationales de moins de 19 ans (U19). Elle est organisée par l'Union cycliste internationale. 

## Résultats

### Épreuves
| Date            | Épreuve                                               | Pays        | Vainqueur           | Deuxième           | Troisième          | Leader (nations) |
| --------------- | ----------------------------------------------------- | ----------- | ------------------- | ------------------ | ------------------ | ---------------- |
| 15 mars         | Championnats d'Océanie du contre-la-montre juniors    | Australie   | Francesca Sewell    | Catelyn Turner     | Henrietta Christie | Australie        |
| 17 mars         | Championnats d'Océanie sur route juniors              | Australie   | Ella Wyllie         | Hannah Bartram     | Neve Bradbury      | Australie        |
| 17 mars         | Championnats d'Afrique du contre-la-montre juniors    | Éthiopie    | Trhas Teklehaymanot | Danait Tsegay      | Brkti Fseha        | Australie        |
| 18 mars         | Championnats d'Afrique sur route juniors              | Éthiopie    | Danait Tsegay       | Diane Ingabire     | Yordanos Russom    | Érythrée         |
| 18 mars         | Trofeo Da Moreno-Piccolo Trofeo Alfredo Binda juniors | Italie      | Megan Jastrab       | Gaia Masetti       | Léa Curinier       | États-Unis       |
| 31 mars         | Gand-Wevelgem juniors                                 | Belgique    | Elynor Bäckstedt    | Megan Jastrab      | Nina Spapen        | États-Unis       |
| 12-14 avril     | Healthy Ageing Tour                                   | Pays-Bas    | Megan Jastrab       | Elynor Bäckstedt   | Femke Gerritse     | États-Unis       |
| 24 avril        | Championnats d'Asie du contre-la-montre juniors       | Ouzbékistan | Ulyana Sukhorebrik  | Yanina Kuskova     | Lee Sze Wing       | États-Unis       |
| 26 avril        | Championnats d'Asie sur route juniors                 | Ouzbékistan | Lee Sze Wing        | Anna Iwamoto       | Tsuyaka Uchino     | États-Unis       |
| 26-28 avril     | Circuit de Borsele juniors                            | Pays-Bas    | Elynor Bäckstedt    | Femke Gerritse     | Maud Rijnbeek      | Grande-Bretagne  |
| 7 août          | Championnat d'Europe du contre-la-montre juniors      | Pays-Bas    | Shirin van Anrooij  | Aigul Gareeva      | Wilma Olausson     | Pays-Bas         |
| 9 août          | Championnat d'Europe sur route juniors                | Pays-Bas    | Ilse Pluimers       | Sofie van Rooijen  | Kristina Nenadovic | Pays-Bas         |
| 13-15 septembre | Watersley Ladies Challenge                            | Pays-Bas    | Wilma Olausson      | Shirin van Anrooij | Anna Shackley      | Pays-Bas         |
| 23 septembre    | Championnat du monde du contre-la-montre juniors      | Royaume-Uni | Aigul Gareeva       | Shirin van Anrooij | Elynor Bäckstedt   | Pays-Bas         |
| 27 septembre    | Championnat du monde sur route juniors                | Royaume-Uni | Megan Jastrab       | Julie De Wilde     | Lieke Nooijen      | Pays-Bas         |

### Classement par nations
| #  | Pays            | Pts. |
| -- | --------------- | ---- |
| 1  | Pays-Bas        | 185  |
| 2  | Grande-Bretagne | 169  |
| 3  | États-Unis      | 114  |
| 4  | Suède           | 104  |
| 5  | France          | 90   |
| 6  | Belgique        | 64   |
| 7  | Russie          | 43   |
| 8  | Italie          | 40   |
| 9  | Lituanie        | 40   |
| 10 | Norvège         | 27   |